# Peter Schoonhoven
Peter Schoonhoven (Schiedam, 11 maart 1947) is een Nederlands zanger, songwriter en muziekuitgever. Hij begon zijn loopbaan in de muziekuitgeverij en als zanger in De Broekies, Fresh Air en het duo Klaas & Peter; in het laatste duo brachten ze een tiental smartlappen uit. Bij EMI klom hij op tot manager voor de Benelux en begon daarna voor zichzelf. Na enkele fusies werd hij directielid en aandeelhouder van Talpa Music.

## Biografie
Van 1969 tot 1971 maakte hij samen met Klaas Leyen deel uit van het duo Klaas & Peter. Het duo bracht vanaf 1969 een tiental smartlappen op single uit, waaronder in 1971 het nummer Huilen is voor jou te laat, gebaseerd op het lied 'Ard die heeft de wereldcup', maar met een aangepaste tekst. Hetzelfde jaar volgden nog twee singles in samenwerking met de blaaskapel "De Schuimkoppen", waarna het duo werd ontbonden. Verder speelde hij in De Broekies en de Haarlemse band Fresh Air.
In 1968 werkte hij bij de muziekuitgeverij Strengholt in Amsterdam. Op verzoek van Leyen, die op dat moment de producer van The Cats was bij Bovema, leverde hij de suggestie aan van Times were when als B-kant voor een single. Het nummer werd na de opnames op de A-kant gezet en zorgde - met voor het eerst de leadzang voor Piet Veerman - voor de definitieve doorbraak van The Cats. In 1970 schreef hij het nummer I don't know voor hun album Take me with you, dat het enige nummer van de elpee is dat niet door de bandleden zelf was geschreven.
Schoonhoven fungeerde van 1969 tot 1971 als general manager voor Anagon, de muziekuitgeverij van Bovema. Op zijn drieëntwintigste werd hij benoemd tot directeur van EMI Music Publishing Benelux. In deze functie reisde hij onder meer naar de VS, om te onderhandelen met Snuff Garrett. Via de productiemaatschappij van Garrett kreeg hij de vertegenwoordiging in de Benelux in handen van MIRAN (MIchael Jackson en RANdy Jackson) en samen met Michaels boezemvriend Amir Bayyan (bassist van Kool & The Gang) bezocht hij jarenlang het verjaardagsfeest van vader Joseph Jackson. Ook ontmoette hij Gloria Sklerov van wie hij enkele composities meenam, waaronder House for sale waarmee de band Lucifer (zangeres Margriet Eshuijs) een groot succes behaalde.
In 1978 richtte hij zijn eigen muziekuitgeverij op en fuseerde later met Pieter van Bodegraven en Willem van Kooten tot 2P’sW Music. Vervolgens fuseerden hij en Van Bodegraven met John de Mol (Van Kooten verkocht zijn aandeel) en gingen ze verder onder de naam Talpa Music. Hier is hij aandeelhouder en bleef hij aan in de directie tot 1 januari 2010.